# مارجيت كارستنسن
مارجيت كارستنسن (بالألمانية: Margit Carstensen )‏ (و. 1940  م) هي ممثلة مسرحية وسينمائية ألمانية، ولدت في كيل.

## التعليم
تعلمت في جامعة هامبورغ للموسيقى والمسرح ‏.

## جوائز
حصلت على جوائز منها:
- جائزة الفيلم الألماني [الإنجليزية]‏.

## الوفاة
توفيت مارجيت كارستنسن في1 يونيو 2023 عن عمر ناهز الثالثة والثمانين.

## وصلات خارجية
- مارجيت كارستنسن على موقع IMDb (الإنجليزية)
- مارجيت كارستنسن على موقع مونزينجر (الألمانية)
- مارجيت كارستنسن على موقع ألو سيني (الفرنسية)
- مارجيت كارستنسن على موقع أول موفي (الإنجليزية)
- مارجيت كارستنسن على موقع قاعدة بيانات الأفلام السويدية (السويدية)
- مارجيت كارستنسن على موقع قاعدة بيانات الفيلم (الإنجليزية)
- مارجيت كارستنسن على موقع كينوبويسك (الروسية)